# Agnes Hamvas
Agnes Hamvas, född 3 september 1946, är en ungersk bågskytt. Hon deltog vid olympiska sommarspelen 1972.